# Alpen-Ampfer
Der Alpen-Ampfer (Rumex alpinus) ist eine Pflanzenart aus der Gattung Ampfer (Rumex) innerhalb der Familie der Knöterichgewächse (Polygonaceae).

## Beschreibung

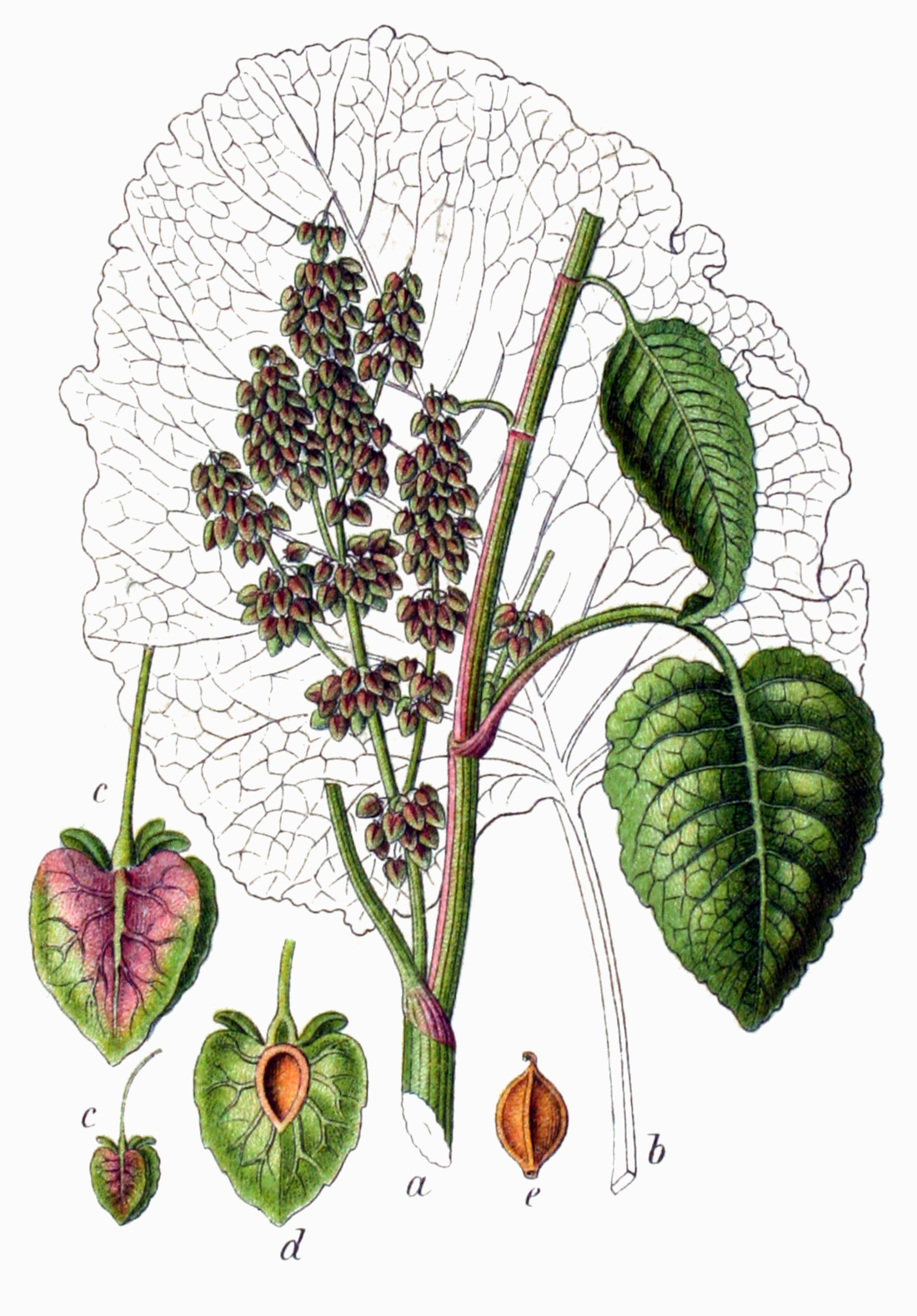
Illustration in Sturm: Deutschlands Flora in Abbildungen, 1796

### Vegetative Merkmale
Der Alpen-Ampfer wächst aus einem oberflächennahen daumenendglieddicken Rhizom, das bald mehrköpfig wird, als sommergrüne ausdauernde krautige Pflanze und erreicht Wuchshöhen von 50 bis 100 Zentimeter. Durch die horizontalen Verzweigungen ihres nicht verholzenden Rhizoms kann diese Pflanze mit ihren großen Blättern sich ziemlich rasch auch vegetativ, also klonal ausbreiten und auf Bergweiden allmählich großflächig die Grasflur unterwandern und überwuchern. Der aufrechte und kräftige Stängel ist erst im oberen Teil ein wenig verzweigt; seine sehr zahlreichen unscheinbaren Blüten stäuben im Mittsommer. Aus Samen gekeimte Jungpflanzen werden nur selten entdeckt.
Bereits kurz nach der Schneeschmelze erscheinen die dann gelblich-grünen bis kupferroten Blatttriebe aus den im Boden überdauernden Rhizomen. Die Laubblätter sind in Blattstiel und Blattspreite gegliedert. Der Blattstiel ist relativ lang. Die Grundblätter sind bei einer Länge von bis zu 50 Zentimeter an der Spreitenbasis herzförmig und haben einen leicht welligen Rand. Die Stängelblätter sind lanzettlich.

### Generative Merkmale
Die Blütezeit reicht von Juni bis August. Der lange, verzweigte rispige Blütenstand enthält dicht quirlig die Blüten. Die sechs Hüllblätter sind grünlich. Zur Fruchtzeit sind die inneren Hüllblätter (ohne Schwielen) zu rotbraunen, ganzrandigen Fruchtklappen vergrößert.
Die Chromosomenzahl beträgt 2n = 20.

## Ökologie
Der Alpen-Ampfer ist ein Hemikryptophyt, eine Halbrosettenpflanze und ein Wintersteher.
Die Bestäubung erfolgt durch den Wind.
Die Frucht ist durch die bleibenden Hüllblätter mit einem dreiflügeligen Flugapparat versehen und breitet sich durch den Wind als sogenannter Flügelflieger oder Drehwalzenflieger aus. Die Nüsschen sind gelbbraun und glänzend; sie bleiben mehr als 10 Jahre keimfähig. Die Fruchtreife erstreckt sich von August bis Oktober.

## Vorkommen

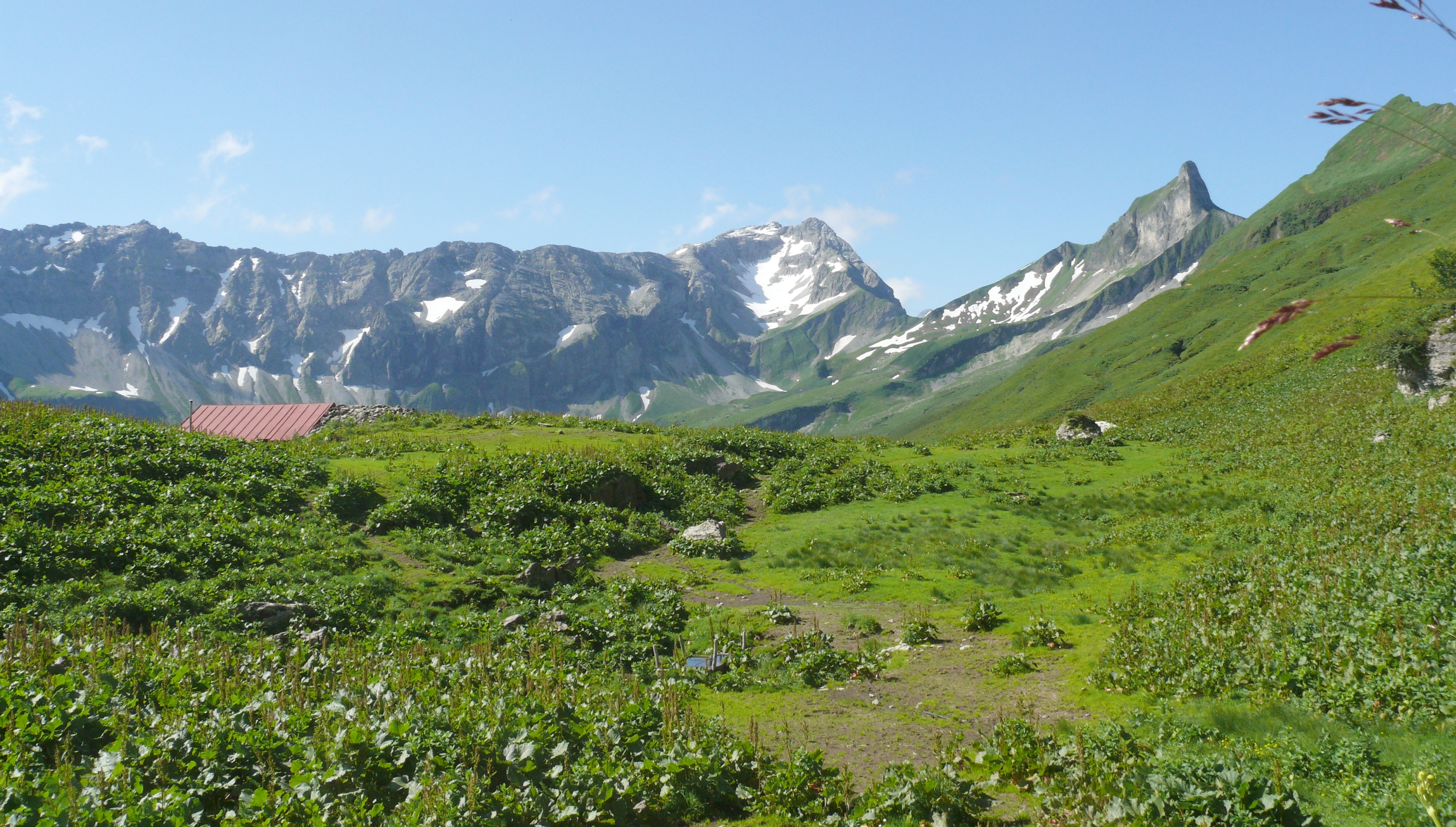
Alpen-Ampfer-Lägerflur an der Feldalpe unterhalb des Giebel in den Allgäuer Alpen. Im Hintergrund Großer Wilder und Schneck.

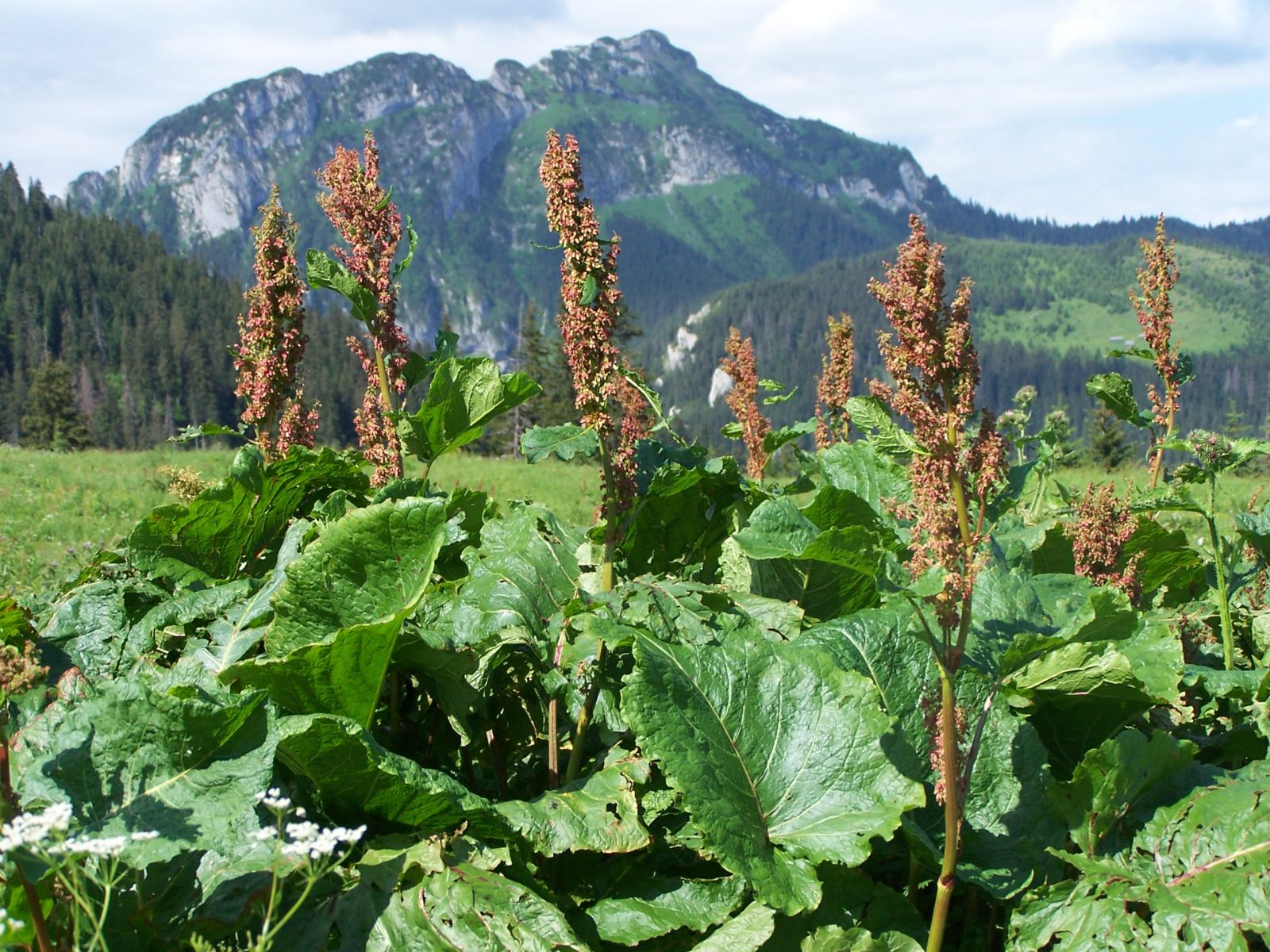
Alpen-Ampfer (Rumex alpinus) gegen Ende der Blütezeit

Der Alpen-Ampfer ist in den Gebirgen Mittel-, Südeuropas und Osteuropas, außerdem in der Türkei und im Kaukasusraum beheimatet. Rumex alpinus ist im südlichen Hochschwarzwald, speziell auf einzelnen im Sommer beweideten Hängen und Hochflächen des Feldbergs, in Schottland, in Nordeuropa und Nordamerika ein unerwünschter, verdrängend wirkender Neophyt, der dort die Artenvielfalt und die Möglichkeiten der landwirtschaftlichen Nutzung stark beeinträchtigt. Wie Adlerfarn, Arnika und Gelber Enzian wird er vom Nutzvieh völlig gemieden. Er gedeiht in Höhenlagen von 1000 (im Südschwarzwald) bis 2600 Meter. In den Allgäuer Alpen kommt er hauptsächlich in Höhenlagen zwischen 1000 und 2000 Metern vor.
Als Standort werden feuchte und nitratreiche Böden, auch Hochstaudenfluren bevorzugt.
Der Alpen-Ampfer ist eine ausgesprochen stickstoffliebende Pflanze und gilt als Düngerzeiger. Im Gebirge ist die Pflanze häufig rund um Almhütten und in der Nähe von Viehtränken zu finden. Die durch das Vieh verursachte hohe Stickstoffzufuhr der Mist- und Lägerflora verträgt diese Pflanze besonders gut. Sie kann nach Ende der Almwirtschaft Jahrzehnte, manchmal sogar Jahrhunderte weiterbestehen, wenn von der ursprünglichen Almhütte kaum noch sichtbare Überreste existieren.
Rumex alpinus ist die Charakterart der Alpen-Ampfer-Lägerflur (Rumicetum alpini), kommt aber auch in Gesellschaften der Verbände Adenostylion oder Polygono-Trisetion vor.
Die ökologischen Zeigerwerte nach Landolt & al. 2010 sind in der Schweiz: Feuchtezahl F = 3+w (feucht, aber mäßig wechselnd), Lichtzahl L = 4 (hell), Reaktionszahl R = 3 (schwach sauer bis neutral), Temperaturzahl T = 2 (subalpin), Nährstoffzahl N = 5 (sehr nährstoffreich bis überdüngt), Kontinentalitätszahl K = 2 (subozeanisch).

## Taxonomie
Die Erstveröffentlichung von Rumex alpinus erfolgte 1759 durch Carl von Linné. Das Artepitheton alpinus bedeutet „aus den Alpen“.

## Der Alpen-Ampfer als verdrängend wirkendes Unkraut und „Plagepflanze“
Aufgrund des hohen Gehalts an Oxalsäure wird der Alpen-Ampfer vom Vieh gemieden. Die oberirdischen Teile dieser Pflanzen verdorren auch nicht so rasch wie die von anderen Gewächsen auf den montanen bis alpinen Weiden, so dass sie bei der Heumahd störend wirken. Zusätzlich haben diese Pflanzen sehr widerstandsfähige Rhizome. Die Samen können bis zu 13 Jahre keimfähig bleiben. Der Alpen-Ampfer gilt daher als lästiges und schwer ausrottbares Weideunkraut.
Denn wo der Alpen-Ampfer nicht rechtzeitig bekämpft wird, kann er im Laufe der Jahre großflächig geschlossene, völlig unduldsame Reinbestände bilden, ohne jedweden Graswuchs dazwischen.
Früher hingegen war die vermeintliche „Nutzpflanze“ mancherorts angeblich so beliebt, dass die Samen geerntet und wieder ausgesät wurden. Heutzutage wird dies als völlig unsinnig und fahrlässig angesehen.

## Verwendung

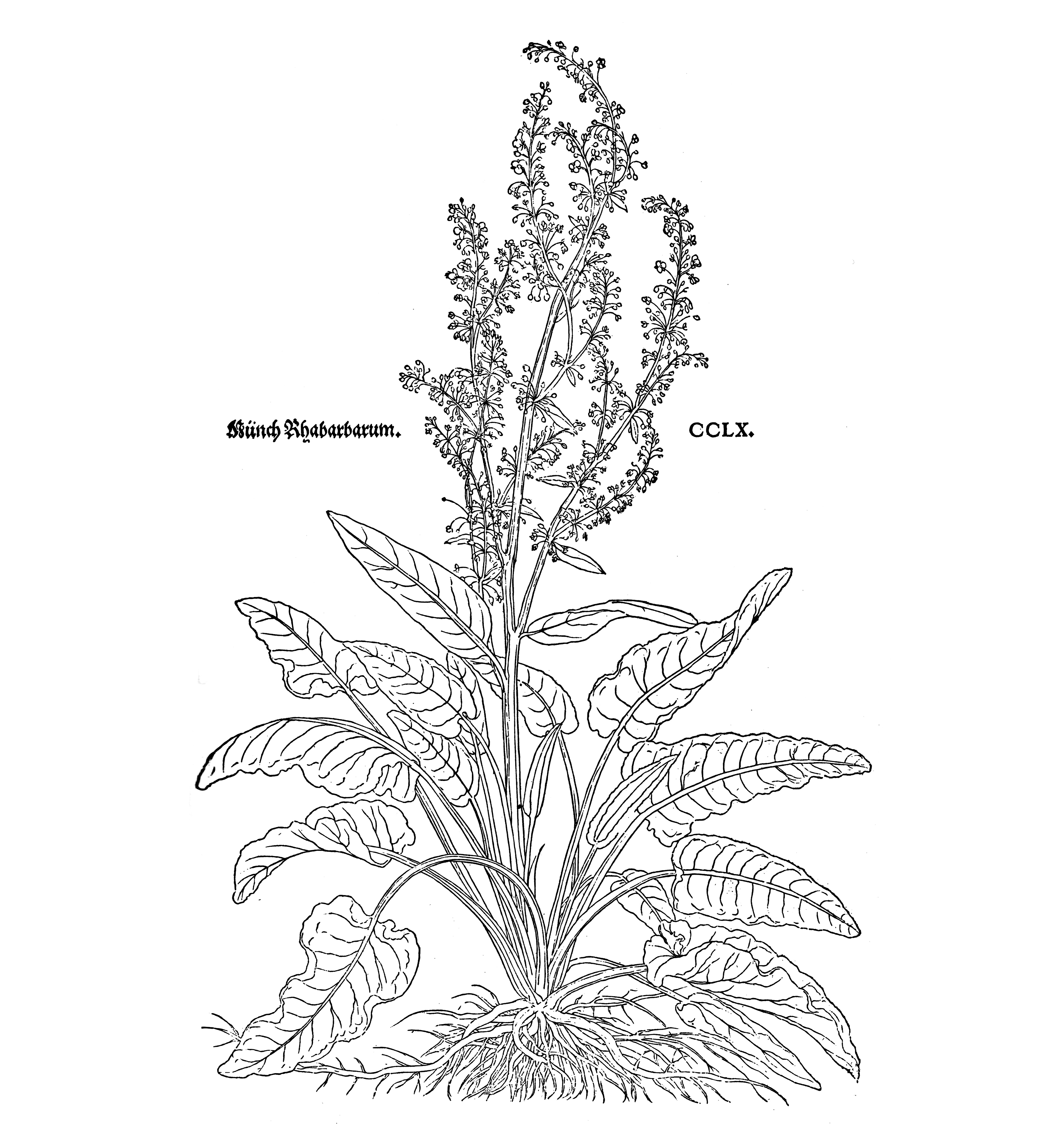
«Münch Rhabarbarum» - Rumex alpinus. Leonhart Fuchs 1543. Weitere historische Abbildungen:

### Verwendung als Mastfutter
Lokal wurde der Alpen-Ampfer zur Mast von Schweinen gekocht, gestampft und eingelagert. Dies nannte man Mass. Je nach Region variierte die Massbereitung. Man berichtete aus dem schweizerischen Bündnerland, dass durch die Mast mit Alpen-Ampfer das Schweinefleisch besser schmecke und länger haltbar gewesen sei. Mit Salz eingerieben und im Winter zum Trocknen aufgehängt halte das Schweinefleisch sieben bis acht Jahre.

### Verwendung als Ersatz für den Medizinalrhabarber
Hieronymus Bock schrieb 1539 in seinem Kräuterbuch, dass ein Kraut, das bei den Mönchen «Rhabarbara» genannt wurde, erstmals im Symons Wald im Schwarzwald entdeckt („erfunden“) und anschließend in den Klöstern der Barfüßer und der Kartäuser heimlich gezogen wurde. Dieser «Mönch-Rhabarber» wurde als einheimischer Ersatz für die Rhabarberwurzel des Handels, also als Mittel zur Behandlung von Krankheiten verwendet, die aus „verdorbener Cholera und verdorbenem Phlegma“ entstanden waren. Bereits 1537 hatte Otto Brunfels in seinem Kräuterbuch die Abbildung einer Pflanze abdrucken lassen, die nach seinen Angaben in den Gärten gezogen und in der Volksheilkunde wie die ausländische Rhabarberwurzel verwendet wurde. Schließlich ließ Leonhart Fuchs 1543 in seinem New Kreuterbuch den Alpen-Ampfer naturgetreu abbilden und bezeichnete ihn als «Münch Rhabarbarum». Nach dem Vorbild von Fuchs fügte auch Bock 1546 der zweiten Ausgabe seines Kräuterbuchs eine naturgetreue Abbildung des Alpen-Ampfers an.

## Trivialnamen
Wegen des Standorts wird der Alpen-Ampfer auch als Scheißplätschen (obd. Plätschen, Pletschn, Ploschen ‚großes Blatt‘), Sauplotschen und Bergrhabarber bezeichnet.
Der Alpen-Ampfer wird im Österreichischen auch als Butterpletschen bezeichnet, da Butter häufig in den Ampferblättern eingeschlagen wurde. Im inneralpinen salzburgischen Raum gibt es auch die Bezeichnung Foissen für diese Pflanze, die ein ausgezeichneter, aber ungeliebter Bodenkolonisator ist.
In der Schweiz nennt man ihn unter anderem Alpenblacke, Placken, Blaggen, Blagden, Pötschen und Bletschen.